# Owlaq
Owlaq (persiska: اولق) är en ort i Iran.   Den ligger i provinsen Västazarbaijan, i den nordvästra delen av landet, 600 km väster om huvudstaden Teheran. Owlaq ligger 1 389 meter över havet och antalet invånare är 654.
Terrängen runt Owlaq är kuperad åt sydväst, men åt nordost är den platt. Runt Owlaq är det ganska tätbefolkat, med 83 invånare per kvadratkilometer. Närmaste större samhälle är Salmās, 5,3 km norr om Owlaq. Omgivningarna runt Owlaq är en mosaik av jordbruksmark och naturlig växtlighet.